# Cyanarctia percurrens
Cyanarctia percurrens là một loài bướm đêm thuộc phân họ Arctiinae, họ Erebidae.